# Didymictis
Didymictis era un mammifero carnivoro estinto appartenuto alla famiglia dei Viverravidae, vissuto in Nordamerica durante il Paleocene superiore e l'Eocene inferiore, nel periodo compreso tra 56,8 e 40,4 milioni di anni fa.

## Descrizione
Il Didymictis era un carnivoro di medie dimensioni, possedeva un cranio allungato e relativamente grande con una trincea piccola e bassa e una regione basicranica lunga e stretta. Le creste occipitali e sagittali erano molto alte. Gli arti erano prevalentemente corti di lunghezza e possedeva piedi a cinque dita. La dentatura ( 3.1.4.2/3.1.4.2 ) era contrapposta rispetto a quella degli altri membri del sottordine dei miacidi con una netta differenza tra i denti settoriali e tubercolari, una perdita dell'ultimo molare e un secondo molare allungato, simile alla dentatura di orsi e procioni.

## Tassonomia
L'animale è conosciuto con ben sei specie tutte scoperte su suolo americano, tuttavia un nuovo scavo in Belgio (nel comune di Erquelinnes ha trovato resti fossili che farebbero pensare si trattasse proprio di un'altra specie di Didymictis, ma i reperti risultano scarsi e pertanto la classificazione resta inconcludente.

## Paleobiologia
I fossili del Didymictis sono noti in Nordamerica; in Canada (nell'Alberta e nel Saskatchewan) e negli Stati Uniti d'America negli stati del Colorado, Nuovo Messico, Dakota del Nord, Montana e Wyoming.
Apparteneva alla famiglia dei Viverravidae, tra i più antichi rappresentanti dei carnivori ad essere apparsi sulla Terra. Il loro aspetto doveva assomigliare molto a quello degli attuali Viverridi e anche le abitudini erano molto simili: era una creatura notturna che predava piccoli animali, ma la sua alimentazione variava anche su vegetali, frutta, uova e semi (nonostante la graduale scomparsa dei molari). Ciononostante aveva una sostanziale differenza: gli studiosi notarono che gli arti di Didymictis, specialmente i posteriori, sono simili a quelli di alcuni carnivori esistenti adattati per la velocità, e gli arti anteriori in una certa misura sono specializzati nello scavo. Gli autori hanno concluso che Didymictis era un carnivoro terrestre dotato di grande velocità nella caccia ed in grado di scavare, probabilmente per creare dei rifugi diurni o stanare le prede. I fossili di quest'animale risultano essere piuttosto numerosi, ma si limitano più che altro a resti craniali e dentali, mentre per quanto riguarda il resto della struttura ossea i reperti risultano molto scarsi e pertanto non è chiara la vera struttura corporea.